# Herzebrock-Clarholz
Herzebrock-Clarholz – gmina i miejscowość w zachodnich Niemczech, w kraju związkowym Nadrenia Północna-Westfalia, w rejencji Detmold, w powiecie Gütersloh.
W 2013 liczyła 15 925 mieszkańców, w 2012 było ich 15 875.